# Kevin J. Messick
Kevin J. Messick (* 1966) ist ein US-amerikanischer Filmproduzent.

## Leben
Messick begann Mitte der 1990er Jahre mit der Produktion erster Filme.
2012 verklagte er die Produzenten Don Granger und Gary Levinsohn wegen eines Vertragsbruches bei der Produktion des Films Jack Reacher.
Einen großen Erfolg hatte er 2013 mit der Produktion der Horrorkomödie Hänsel und Gretel: Hexenjäger, der bei einem Budget von 50 Millionen US-Dollar weltweit über 226 Millionen US-Dollar einspielte.
Bei der Oscarverleihung 2019 war er für Vice – Der zweite Mann den Preis in der Kategorie Bester Film nominiert. 2020 erhielt er mit dem übrigen Produzententeam der Serie Succession einen Emmy und den Producers Guild of America Award.

## Filmografie (Auswahl)
Produzent
- 1995: Innocent Babysitter (The Babysitter)
- 1997: Ort der Wahrheit (Truth or Consequences, N.M.)
- 1999: American Pimp (Dokumentarfilm)
- 2005: So was wie Liebe (A Lot Like Love)
- 2009: Der göttliche Mister Faber (Arlen Faber)
- 2009: The Goods – Schnelle Autos, schnelle Deals (The Goods: Live Hard, Sell Hard)
- 2012: Casa de mi Padre
- 2013: Hänsel und Gretel: Hexenjäger (Hansel & Gretel: Witch Hunters)
- 2017: Daddy’s Home 2 – Mehr Väter, mehr Probleme! (Daddy’s Home 2)
- 2018: Vice – Der zweite Mann (Vice)
- 2021: Don’t Look Up

Co-Produzent
- 1995: Batman Forever

Ausführender Produzent
- 1994: Surviving the Game – Tötet ihn! (Surviving the Game)
- 2002: Big Shot – Wie das Leben so spielt (Big Shot: Confessions of a Campus Bookie, Fernsehfilm)
- 2010: Die etwas anderen Cops (The Other Guys)
- 2012: Jack Reacher
- 2013: Anchorman – Die Legende kehrt zurück (Anchorman 2: The Legend Continues)
- 2014: Tammy – Voll abgefahren (Tammy)
- 2015: Der Knastcoach (Get Hard)
- 2015: The Big Short
- 2016: The Boss
- 2018–2023: Succession (Fernsehserie, 39 Episoden)